# ژن‌های ناپیوسته
اگر دو یا چند ژن بر روی یک کروموزوم قرار نداشته باشند، به آنها ژن‌های ناپیوسته گفته می‌شود.

## صفحات مرتبط
- ژن‌های پیوسته
- ژنتیک